# Claviporella pusilla
Claviporella pusilla is een mosdiertjessoort uit de familie van de Catenicellidae. De wetenschappelijke naam van de soort is voor het eerst geldig gepubliceerd in 1880 door Wilson.